# Schahrbanu

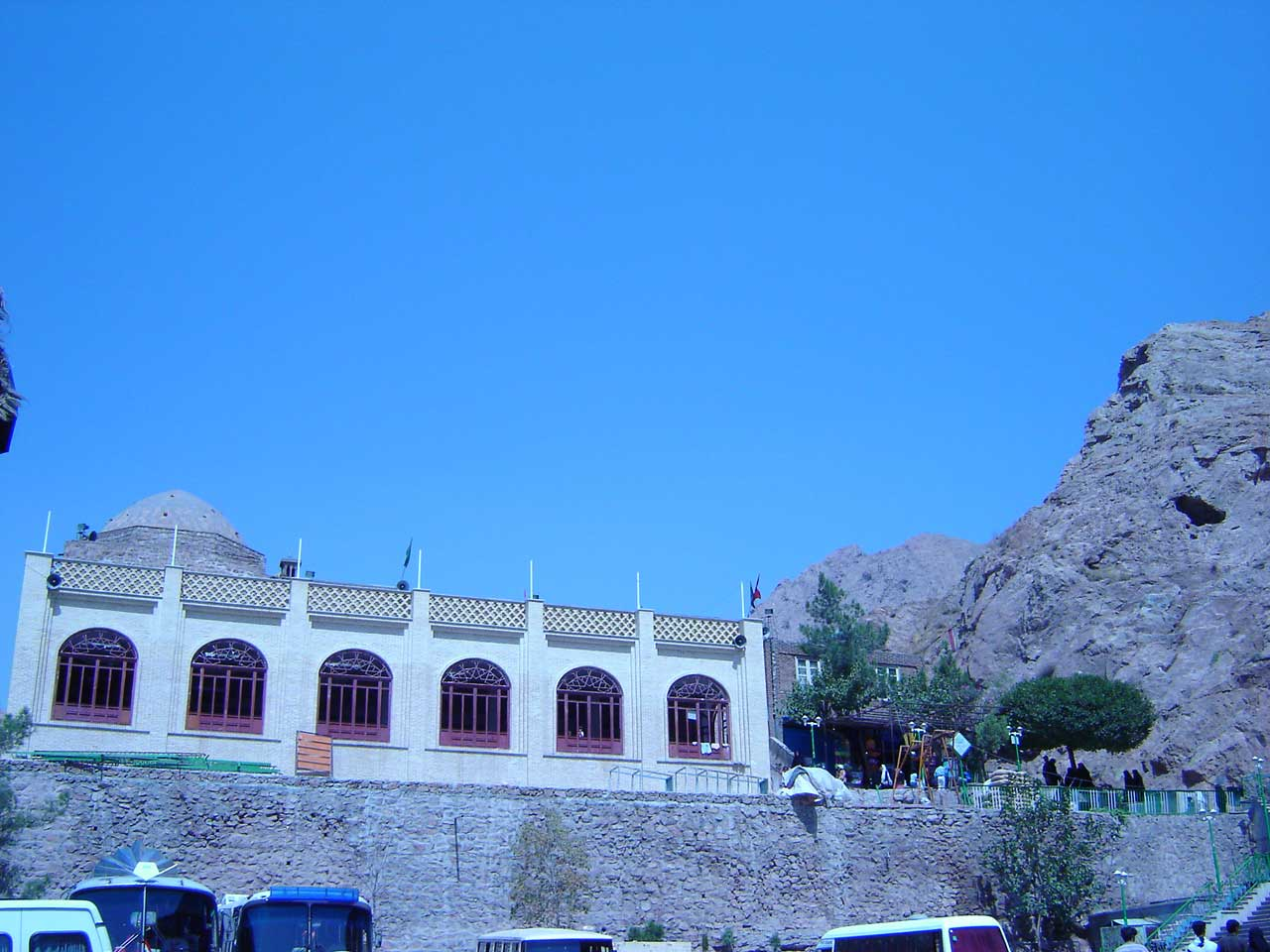
Schahrbanu-Schrein in Teheran

Schahrbanu oder Shahrbānū (persisch شهربانو, DMG Šaḥrbānū) war angeblich eine der Ehefrauen von Husayn ibn Ali, dem dritten schiitischen Imam und Enkel des islamischen Propheten Mohammed, sowie die Mutter seines Nachfolgers Ali ibn Husayn. Sie war der Legende nach die Tochter von Yazdegerd III.
Die angebliche Ehe zwischen Schahrbanu und Husayn ibn Ali soll eine Synthese zwischen dem alt-iranischen Königshaus und dem schiitischen Islam belegen. Der schiitische Islam ist seit den Safawiden im 16. Jahrhundert Staatsreligion im Iran.